# Šolen z brega
Šolen z brega (COBISS) je roman Zorana Hočevarja; izšel je leta 1997 pri Založbi /*cf.

## Vsebina
Dogajanje je postavljeno na ljubljanske ulice od srede januarja do poletja leta 1991. Prvoosebni pripovedovalce romana je Janez Kolenc-Žani, imenovan tudi Šolen. Je zadržan, nekoliko »uhrni« gospod, po poklicu višji uradnik, zdaj pa v pokoju. Živi v Ljubljani na Bregu, del stanovanja oddaja študentom. Ker je njegovo stanovanje veliko, se ga hočejo polastiti njegovi sorodniki. Sanja o veliki ljubezni, poln je spominov, strahov, lepih in grdih dogodkov. Konflikt med sorodniki se na koncu razreši. Čeprav je zgodba kompleksno grajena, je branje romana lahkotno.